# フシギウオ
フシギウオ（不思議魚）はカンムリキンメダイ目フシギウオ科 Gibberichthyidae に分類される2種の硬骨魚の総称、もしくはそのうちの1種の和名。フシギウオ属 Gibberichthys のみが所属し、大西洋とインド―太平洋の低緯度地域の深海からそれぞれ1種ずつ、世界全体で1属2種のみが知られている深海魚である。属名はラテン語の gibba（せむし）とギリシャ語の ichtys（魚）を合成したもの。科名は属名に動物の科を表す場合のラテン語語尾「-idae」を付けたもの。

## 特徴
深海魚で、体長は10cm前後で、大きくても13cm程度の小型の魚である。

## 謎の幼体
本種は成体にはこれといった特徴は見受けられないものの、幼体には他の魚にはない珍奇な特徴がある。
それは腹鰭で、この部分が体長よりも遙かに長く、その先端部に10以上もの房状器官があり、これを引きずるようにして泳ぐ。
この部分は海中の表層付近で、クラゲに擬態したり、天敵に襲われた際にこれを囮にして身を守ると言われているが、定かではない。そして、成体となると、この部分が無くなり、見た目が普通の魚と同じになってしまうので、何のために幼体がこういった身体構造になっているのかは謎に包まれている。
同様に稚魚が珍妙な姿をしている深海魚としては、ミツマタヤリウオの仲間が知られている。

## 人間との関係
小型の深海魚で採取されることも少ないため、和名や稚魚の形態が興味をそそる以外、特に人間との関係はない。

## 種類
フシギウオ（不思議魚）Gibberichthys pumilus Parr, 1933
全長9.2cm程度。フロリダからブラジル北部にかけての大西洋（メキシコ湾、バハマ、大アンティル諸島を含む）に分布する。稚魚は0～50mの比較的浅い海に見られるが、成魚は320～1100mの深海に生息する。端脚類やカイアシ類などの微小～小型の甲殻類を食べている。稚魚は腹鰭に著しい特徴をもつことから、1965年に Kasidoron edom Robins & De Sylva, 1965 という新属新種の魚として記載され、本種のために新しく Kasidoronidae という科も立てられたが、のちにフシギウオの稚魚と判明しシノニムとなった。
マカフシギウオ（摩訶不思議魚）Gibberichthys latifrons (Thorp, 1969)
全長約13cm。インド洋～西太平洋（タンザニア、マダガスカル、サモア、モルッカ、マルキーズ諸島、ニューギニア）の水深750～2000mの深海に生息する。2005年には日本からも稚魚が記録され、その報告の際にマカフシギウオという和名が提唱された。胃の内容物の分析から、甲殻類などの動物プランクトンを食べていると考えられている。当初はフシギウオの稚魚のために立てられた Kasidoron 属に分類されて記載されたが、のちに Gibberichthys 属に所属変更となった。